# Trichonta aureola
Trichonta aureola är en tvåvingeart som beskrevs av Wu och Zheng 1995. Trichonta aureola ingår i släktet Trichonta och familjen svampmyggor.
Artens utbredningsområde är Zhejiang (Kina). Inga underarter finns listade i Catalogue of Life.